# Euacidalia nitipennis
Euacidalia nitipennis är en fjärilsart som beskrevs av Dyar 1916. Euacidalia nitipennis ingår i släktet Euacidalia och familjen mätare. Inga underarter finns listade i Catalogue of Life.